# Station Dettum
Station Dettum (Haltepunkt Dettum) is een spoorwegstation in de Duitse plaats Dettum, in de deelstaat Nedersaksen. Het station ligt de spoorlijn Wolfenbüttel - Oschersleben, ongeveer een kilometer buiten de plaats Dettum.

## Indeling
Het station beschikt over één zijperron, dat niet is overkapt maar voorzien van een abri. Het perron is te bereiken vanaf de straat Zuckerfabrik, hier bevinden zich ook een klein parkeerterrein, fietsenstalling en een bushalte.

## Verbindingen
De volgende treinserie doet het station Dettum aan:
| Serie | Treinsoort                   | Route                                                    | Bijzonderheden                  |
| ----- | ---------------------------- | -------------------------------------------------------- | ------------------------------- |
| RB 45 | Regionalbahn (DB Regio Nord) | Braunschweig Hbf – Wolfenbüttel – Dettum – Schöppenstedt | 1x per twee uur in het weekend. |